# Young Thug
Jeffery Lamar Williams (Atlanta, 16 de agosto de 1991), mais conhecido profissionalmente como Young Thug, é um rapper, cantor e compositor americano. Conhecido por seu não convencional estilo vocal, moda e por seu estilo de vida, ele recebeu pela primeira vez a atenção por suas colaborações com rappers do sul, tais como Rich Homie Quan, Birdman , Waka Flocka Flame, T.I. e Gucci Mane. Ele assinou um contrato com a gravadora de Gucci Mane, a 1017 Records no início de 2013 e no final daquele ano ele lançou sua primeira mixtape "1017 Thug", que contou com a faixa, elogiada pela crítica "Picacho."
Young Thug recebeu o reconhecimento do público em 2014 por seus singles "Stoner" e "Danny Glover", além de aparições em uma série de singles de sucesso, incluindo "About the Money" e "Lifestyle". Naquele ano, ele também assinou contrato com a do Lyor Cohen, a 300 Records e colaborou nas mixtapes Black Portland com Bloody Jay, Rich Gang: Tha Tour PT. 1 com Birdman e Rich Home Quan e Young Thugga Mane La Flare com Gucci Mane. Em 2015, ele lançou uma série de mixtapes que tiveram sucesso comercial e de crítica, incluindo Barter 6 e Slime Season e Slime Season 2. Estes foram seguidos em 2016 pelas mixtapes I'm Up, Slime Season 3, e Jeffery.

## Biografia
Jeffery Lamar Williams nasceu em 16 de Agosto de 1991, Em Atlanta, Geórgia. O segundo mais jovem de onze filhos. Young Thug é de Sylvan Hills, um bairro em Atlanta (Zona 3), e cresceu em Jonesboro, Southern Projects.

## Arte

### Estilo musical
Young Thug já recebeu muitos elogios, e muitas críticas por seu estilo vocal excêntrico e único. Segundo o The Fader, "em um típico verso de Young Thug, ele insulta, grita, faz lamentações e canta quebrado." a Billboard escreveu que "Thug usa essa entrega vocal multiplicativo para a sua vantagem: em que outro rapper pode cair em repetição, ele encontra uma nova forma de angústia e de deformar seu tom de voz." Pitchfork Media chamou o seu estilo de "extraordinariamente distintivo". e "uma abordagem estranha, experimental para bater" ao elogiou sua "presença, personalidade, mística, e poder de estrela."
Young Thug é conhecido por seu método de trabalho rápido, com vários colaboradores observando sua tendência de faixas de freestyle ao vivo no estúdio ou desenvolver rapidamente letras no local. Ele não anota a letra no papel. Discutindo sua obra, Thug reivindicou a capacidade de escrever uma música de sucesso em 10 minutos e disse: "Eu estou muito no estúdio, eu só vou tentar coisas. Eu apenas penso e tento, penso e tento. Eu realmente não sei cantar, mas eu tenho tentado por anos." Young Thug citou o rapper americano Lil Wayne, como seu maior ídolo e influência. Em entrevista à revista Complex ele diz, "Eu quero ficar no estúdio com Wayne mais do que qualquer um no mundo." Ele também citou Kanye West como uma influência.

### Imagem e moda
A revista Vibe Magazine chamou Young Thug de "uma das personalidades mais imprevisíveis, carismáticas e bizarras do Hip-Hop atual." Rovi chamou de um "ícone da moda". Seu closet tem sido descrito como excêntrico, e é constituido predominantemente por roupas femininas, que ele prefere usar desde os 12 anos de idade. Em um anúncio da Calvin Klein, Thug proclamou que ele não acreditava em sexo, afirmando que "no meu mundo, você pode ser um gangster com um vestido, ou pode ser um gangster com calças largas." Fusion descreveu-o como o "desafiador de estereótipos de gênero e agitador da maneira que o hip-hop define a masculinidade negra, através do seu sentido excêntrico do estilo." Ele tem sido comparado a David Bowie, Prince e Little Richard. A mídia ja chegou a  chama-lo de andrógino.

## Vida pessoal
Young Thug tem seis filhos de quatro mulheres (três filhos e três filhas). Seu primeiro nasceu quando ele tinha entre 14  e 17 anos.  Em abril de 2015, ele ficou noivo de Jerrika Karlae, que dirige uma linha de roupas de banho e cuja mãe administrava a carreira do rapper Young Dolph. Thug comprou sua primeira casa em setembro de 2016 após o lançamento de sua mixtape "Jeffery". A casa, sediada em Buckhead, Atlanta, tem mais de 11.000 pés quadrados, tem seis quartos, 11 banheiros, um bar completo, uma sala de teatro e uma garagem para quatro carros.

## Singles

### Como artista principal
| Título                                                                                        | Ano  | Posições em paradas músicais | Posições em paradas músicais | Posições em paradas músicais | Certificações       | Álbum             |
| Título                                                                                        | Ano  | US                           | US R&B/HH                    | US Rap                       | Certificações       | Álbum             |
| --------------------------------------------------------------------------------------------- | ---- | ---------------------------- | ---------------------------- | ---------------------------- | ------------------- | ----------------- |
| "Stoner"                                                                                      | 2014 | 47                           | 13                           | 4                            | - RIAA: Gold        | Non-album singles |
| "Check"                                                                                       | 2015 | 100                          | 30                           | 23                           | - RIAA: Gold        | Non-album singles |
| "Best Friend"                                                                                 | 2015 | 45                           | 9                            | 7                            | - RIAA: Platinum    | Non-album singles |
| "Pick Up the Phone" (with Travis Scott featuring Quavo)                                       | 2016 | 43                           | 12                           | 7                            | - RIAA: 2× Platinum | Non-album singles |
| "Wyclef Jean"                                                                                 | 2017 | 87                           | 32                           | —                            |                     | Non-album singles |
| "Anybody" (featuring Nicki Minaj)                                                             | 2018 | 89                           | 43                           | —                            |                     | Non-album singles |
| "—" indica que a gravação não foi incluída nas paradas ou não foi distribuída naquela região. |      |                              |                              |                              |                     |                   |

### Como artista convidado
| Título                                                                                        | Ano  | Posições em paradas músicais | Posições em paradas músicais | Posições em paradas músicais | Certificações                           | Álbum                   |
| Título                                                                                        | Ano  | US                           | US R&B/HH                    | US Rap                       | Certificações                           | Álbum                   |
| --------------------------------------------------------------------------------------------- | ---- | ---------------------------- | ---------------------------- | ---------------------------- | --------------------------------------- | ----------------------- |
| "Hookah" (Tyga featuring Young Thug)                                                          | 2014 | 85                           | 26                           | 19                           | - RIAA: Gold                            | Non-album single        |
| "About the Money" (T.I. featuring Young Thug)                                                 | 2014 | 42                           | 12                           | 9                            | - RIAA: Gold                            | Paperwork               |
| "Lifestyle" (Rich Gang featuring Young Thug and Rich Homie Quan)                              | 2014 | 16                           | 4                            | 3                            | - RIAA: Platinum                        | Non-album singles       |
| "Low" (Juicy J featuring Nicki Minaj, Lil Bibby and Young Thug)                               | 2014 | —                            | 44                           | —                            |                                         | Non-album singles       |
| "Throw Sum Mo" (Rae Sremmurd featuring Nicki Minaj and Young Thug)                            | 2014 | 30                           | 12                           | 6                            | - RIAA: Platinum                        | SremmLife               |
| "No Limit" (Usher featuring Young Thug)                                                       | 2016 | 32                           | 9                            | —                            |                                         | Hard II Love            |
| "Heatstroke" (Calvin Harris featuring Young Thug, Pharrell Williams and Ariana Grande)        | 2017 | 96                           | —                            | —                            | - ARIA: Gold                            | Funk Wav Bounces Vol. 1 |
| "Havana" (Camila Cabello featuring Young Thug)                                                | 2017 | 1                            | —                            | —                            | - RIAA: 4× Platinum - ARIA: 4× Platinum | Camila                  |
| "—" indica que a gravação não foi incluída nas paradas ou não foi distribuída naquela região. |      |                              |                              |                              |                                         |                         |